# Cung điện ở Bożków
Cung điện ở Bożków (tiếng Ba Lan: Pałac w Bożkowie) là một trong những cung điện hoành tráng và nổi tiếng, tọa lạc tại làng Bożków, huyện Kłodzki, tỉnh Dolnośląskie, Ba Lan. Công trình kiến trúc này có tên trong danh sách di tích vào ngày 14 tháng 5 năm 1981.
Rất nhiều vị khách nổi tiếng và quan trọng từng ghé thăm Cung điện, chẳng hạn như: cựu Tổng thống Mỹ John Quincy Adams, Quốc vương Friedrich Wilhelm III và vợ ông Luisa và Quốc vương Frederick William IV Hohenzollern.

## Đôi nét về Cung điện
Diện mạo hiện tại của Cung điện có được từ việc tái thiết một trang viên cũ, diễn ra trong giai đoạn 1787–1791.
Ở phía bắc Cung điện, có một công viên cảnh quan được xây thêm vào năm 1800. Sau trận hỏa hoạn lớn, Cung điện ở Bożków được xây dựng lại vào năm 1871 dưới thời Bá tước Wilhelm von Magnis. Năm 1930, mặt tiền Cung điện được xây dựng lại theo trường phái cổ điển.
Sau năm 1945, Cung điện do Kho bạc nhà nước quản lý. Sau đó, nhiều cơ sở giáo dục cũng từng hoạt động tại đây như: Trung tâm Đào tạo Quản lý Trang trại (từ tháng 12 năm 1951) hay Trường Kỹ thuật Nông nghiệp (từ năm 1956). Vào cuối thế kỷ 20, công trình kiến trúc này dần xuống cấp. Vào năm 2005, Cung điện được bán cho tập đoàn Fenelon với giá 2,5 triệu Złoty Ba Lan. Vào năm 2016, Cung điện được mở cửa cho công chúng tham quan.

## Ảnh

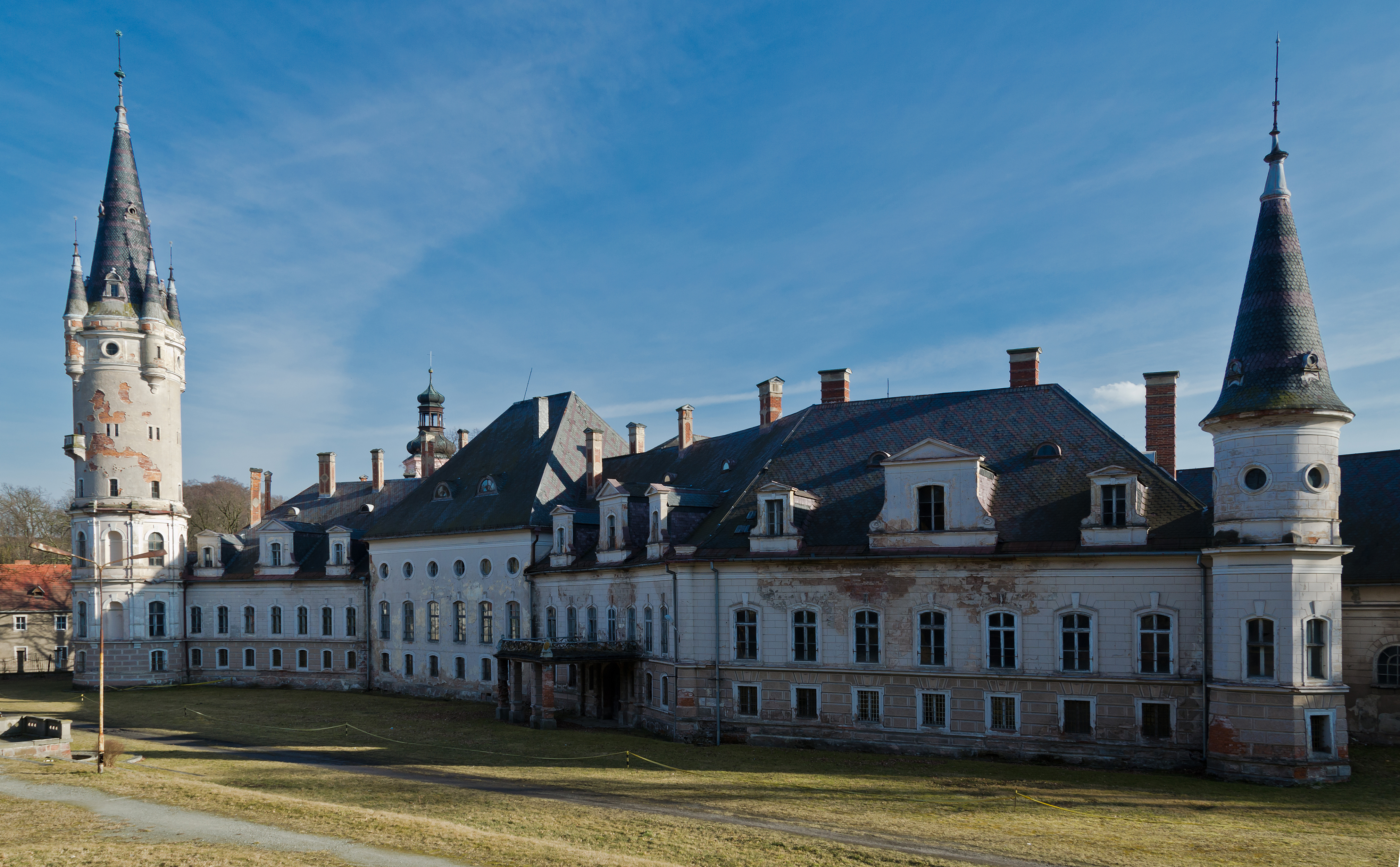
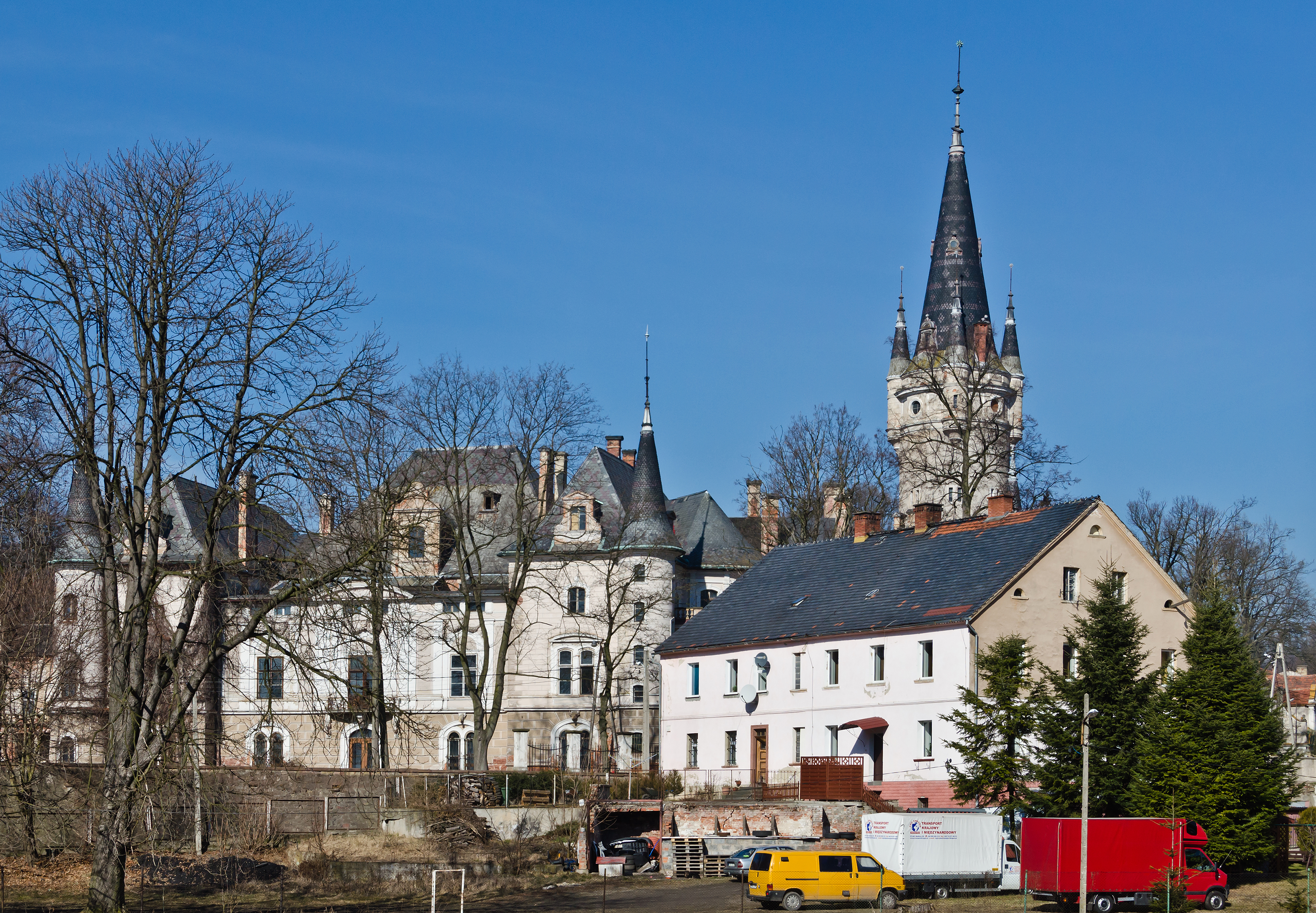
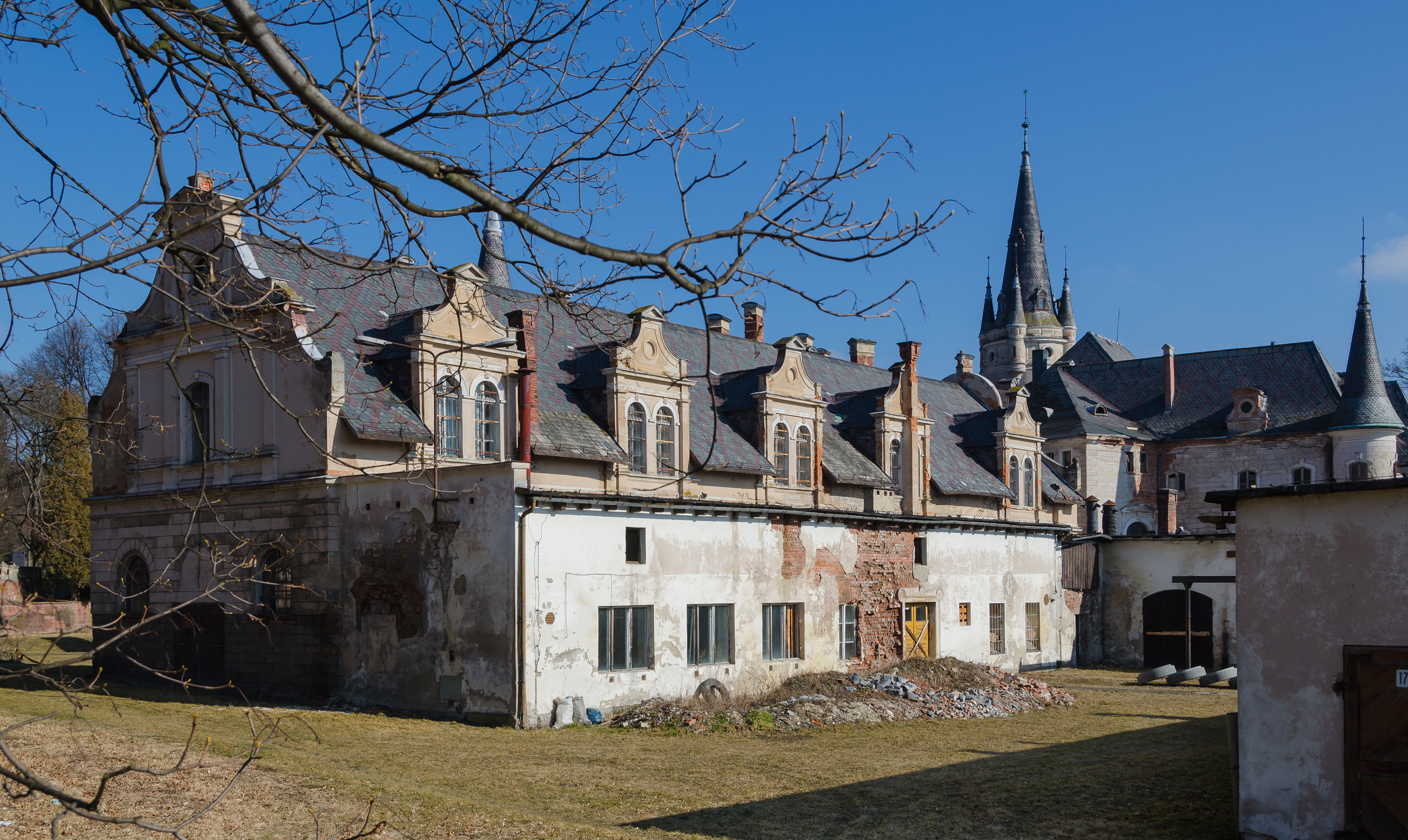
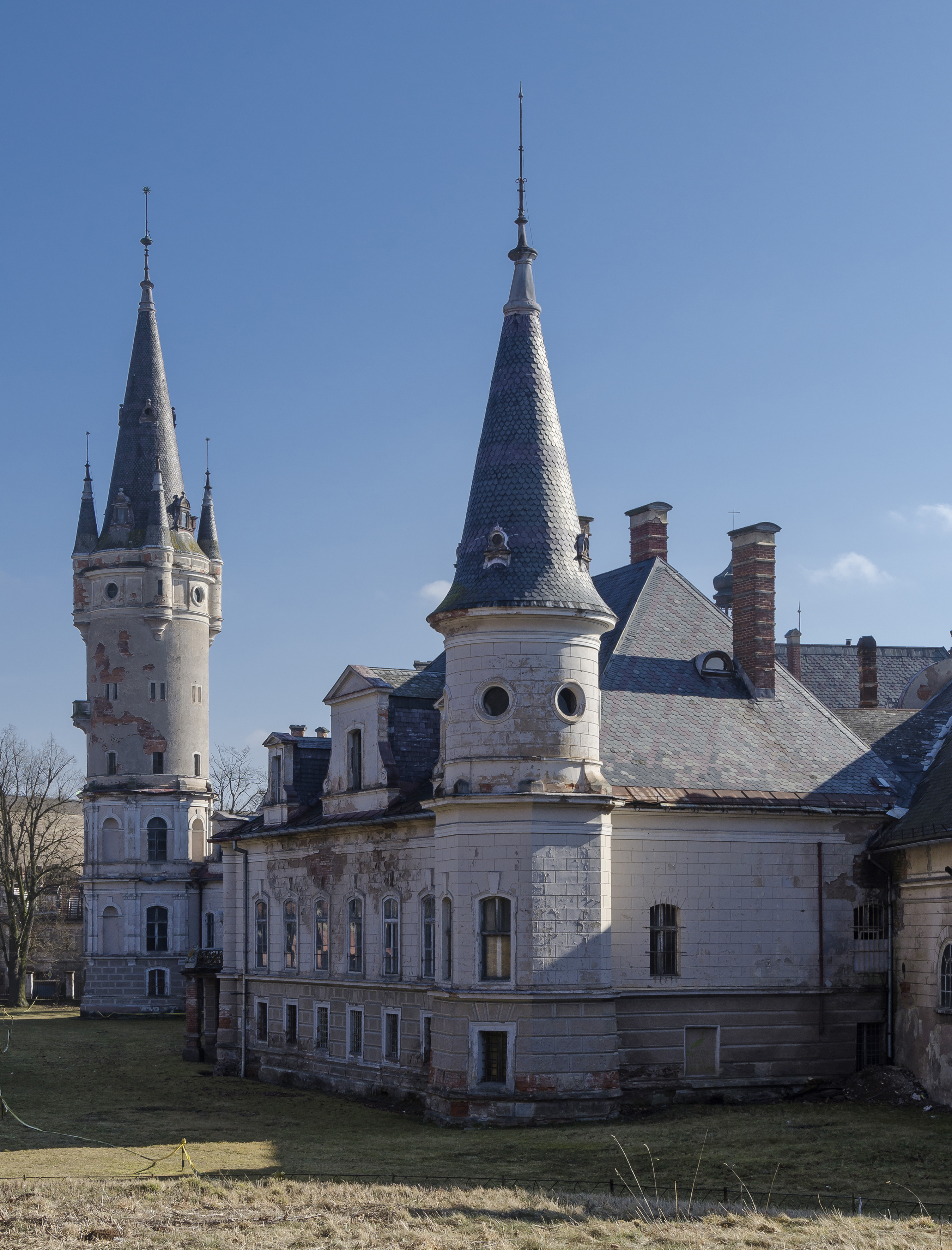
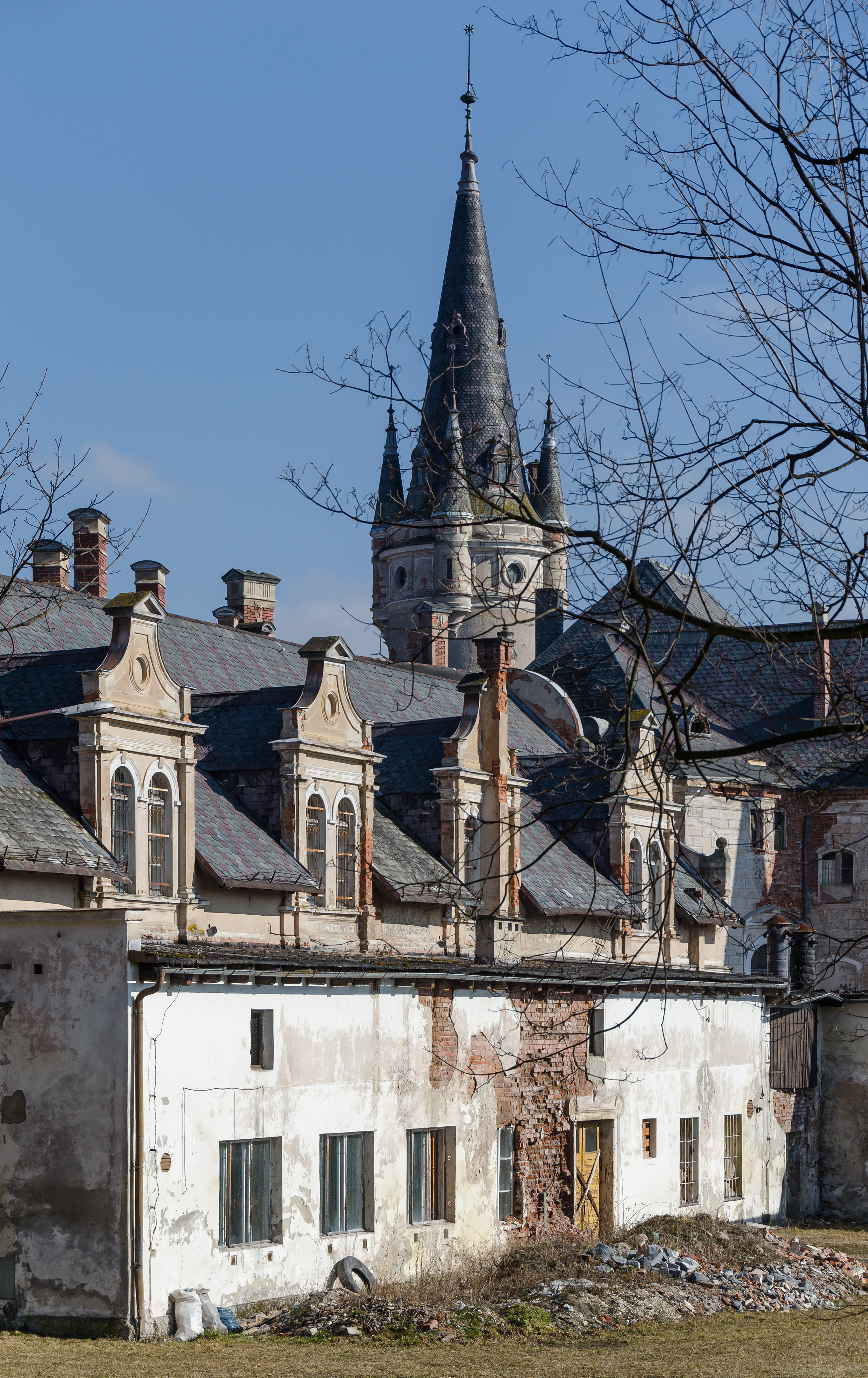
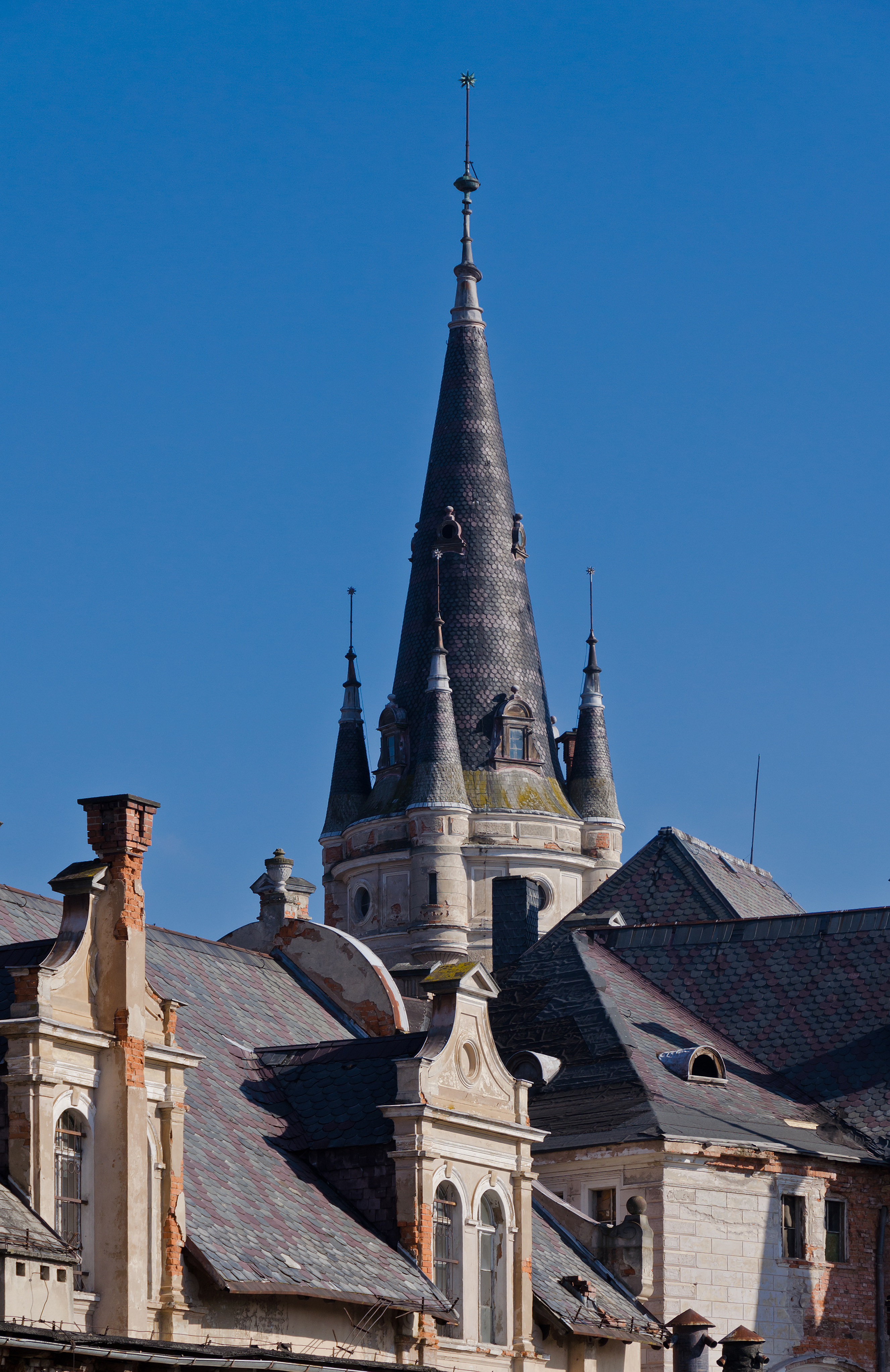
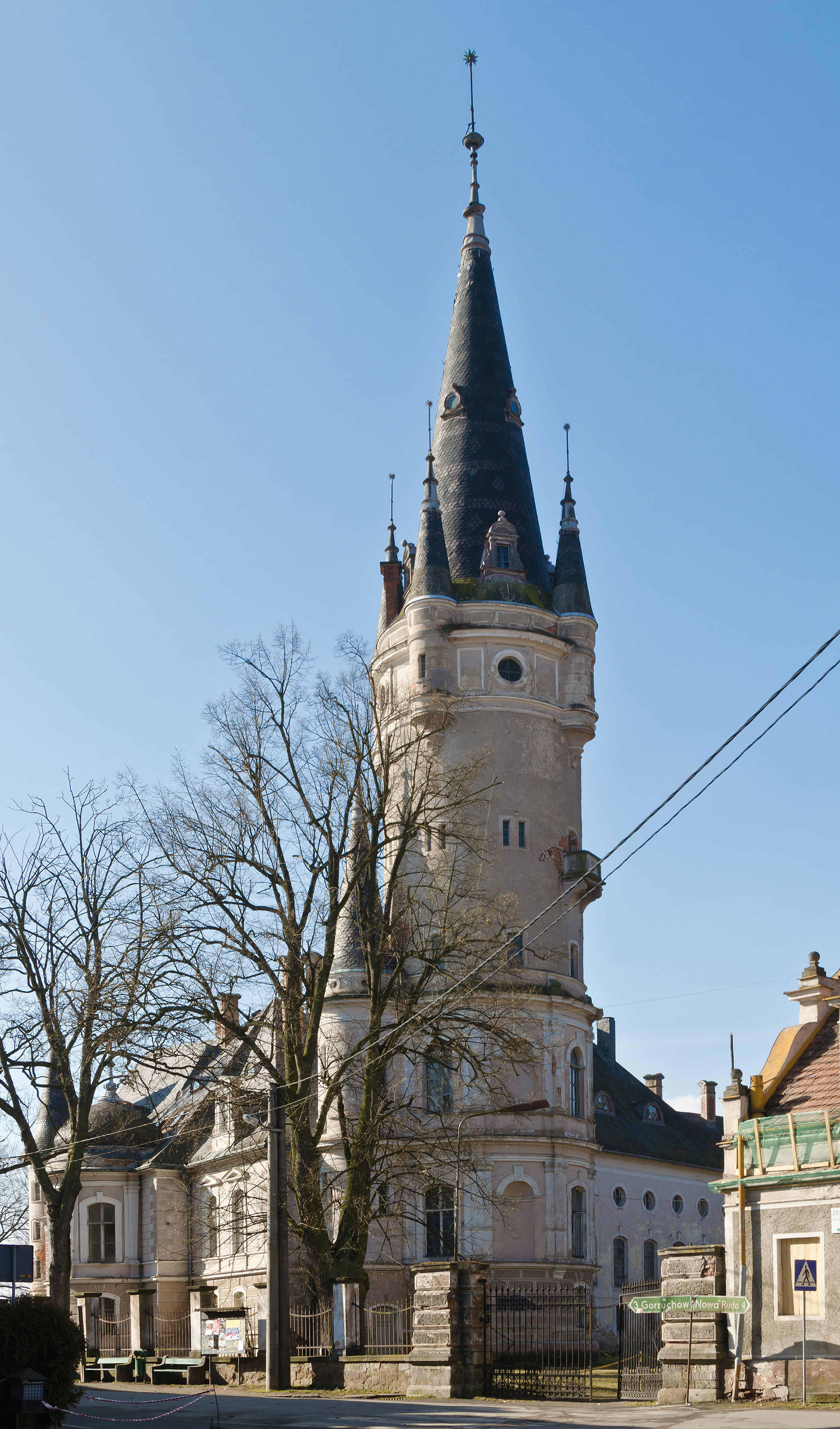
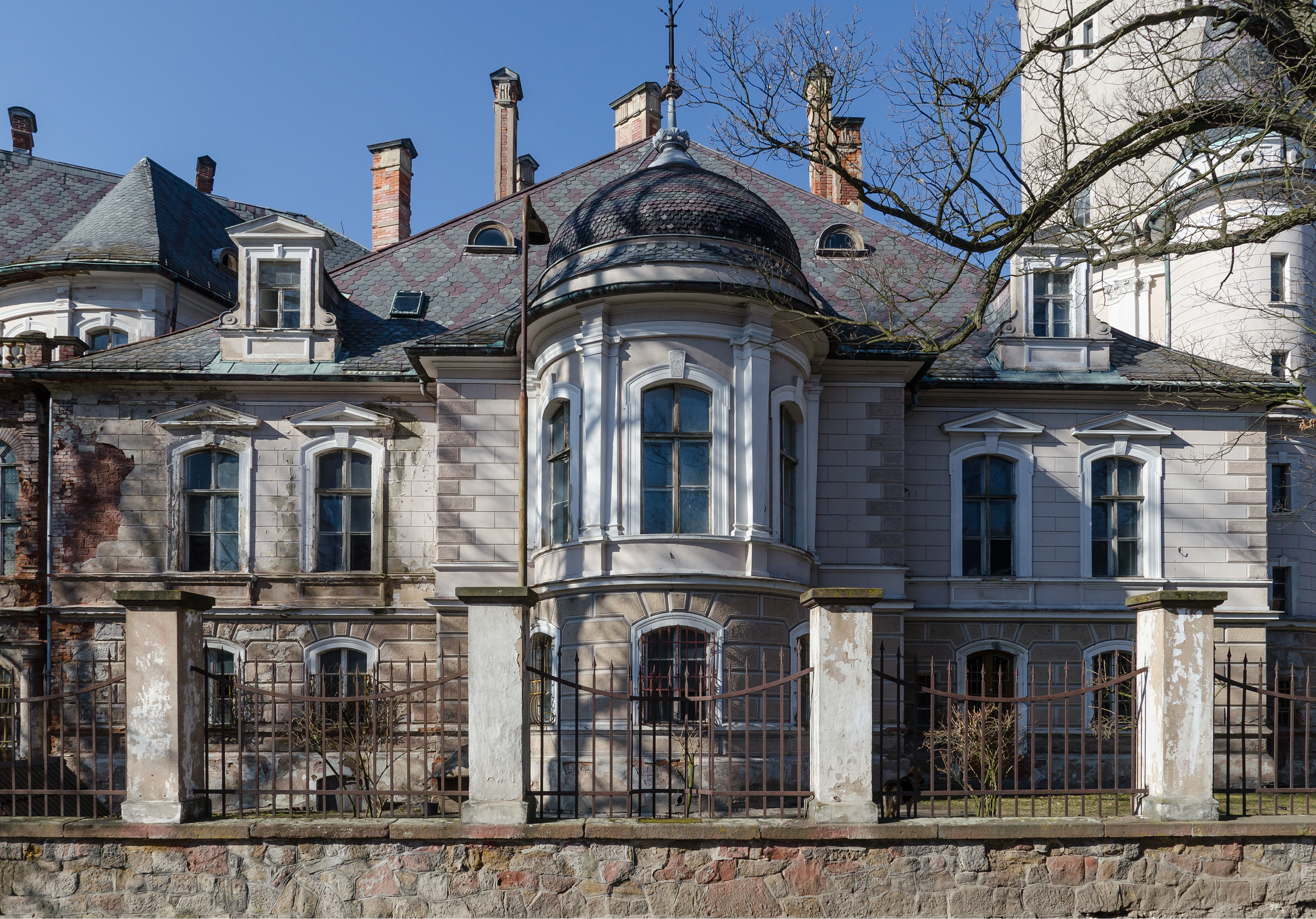
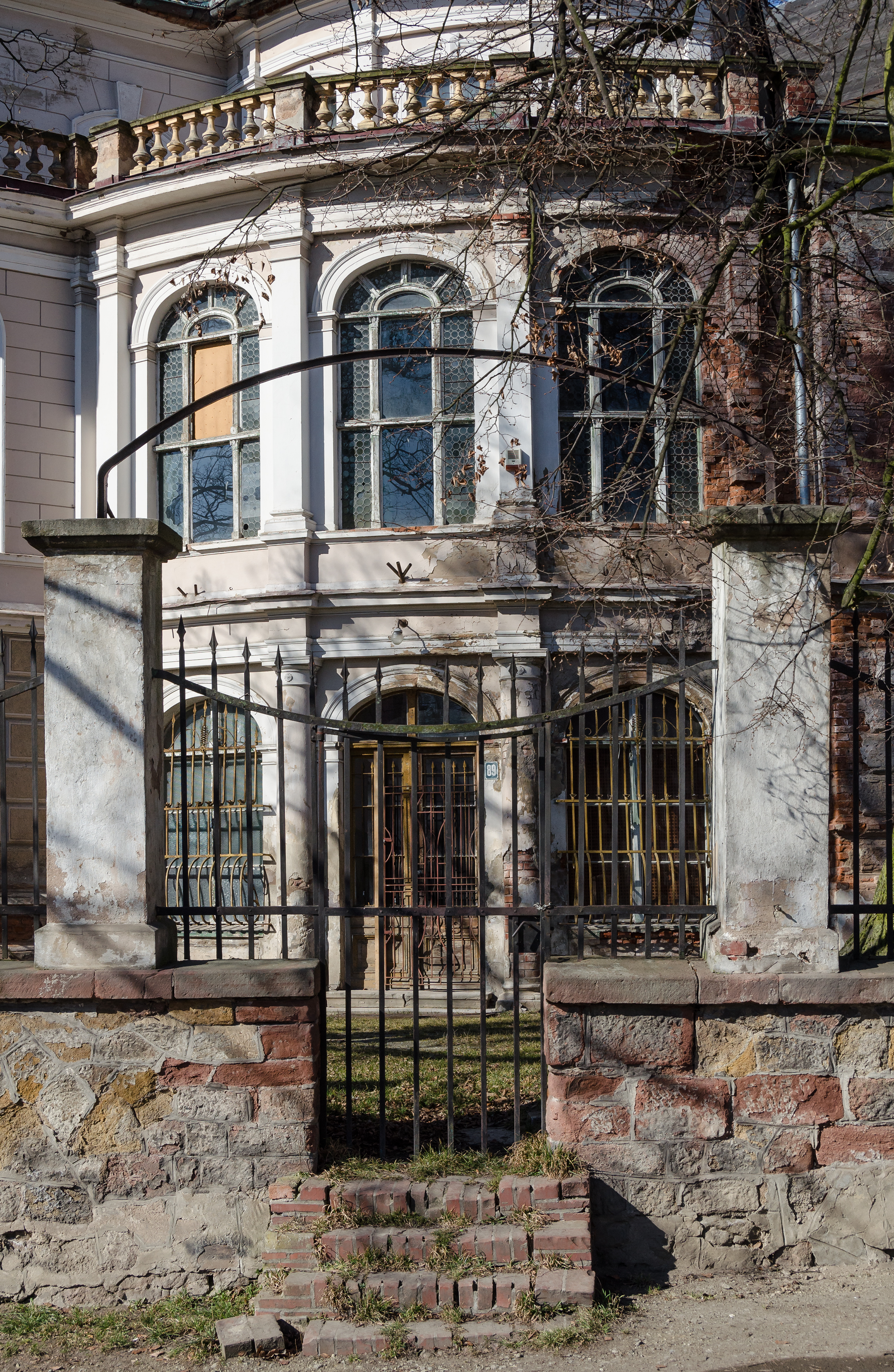
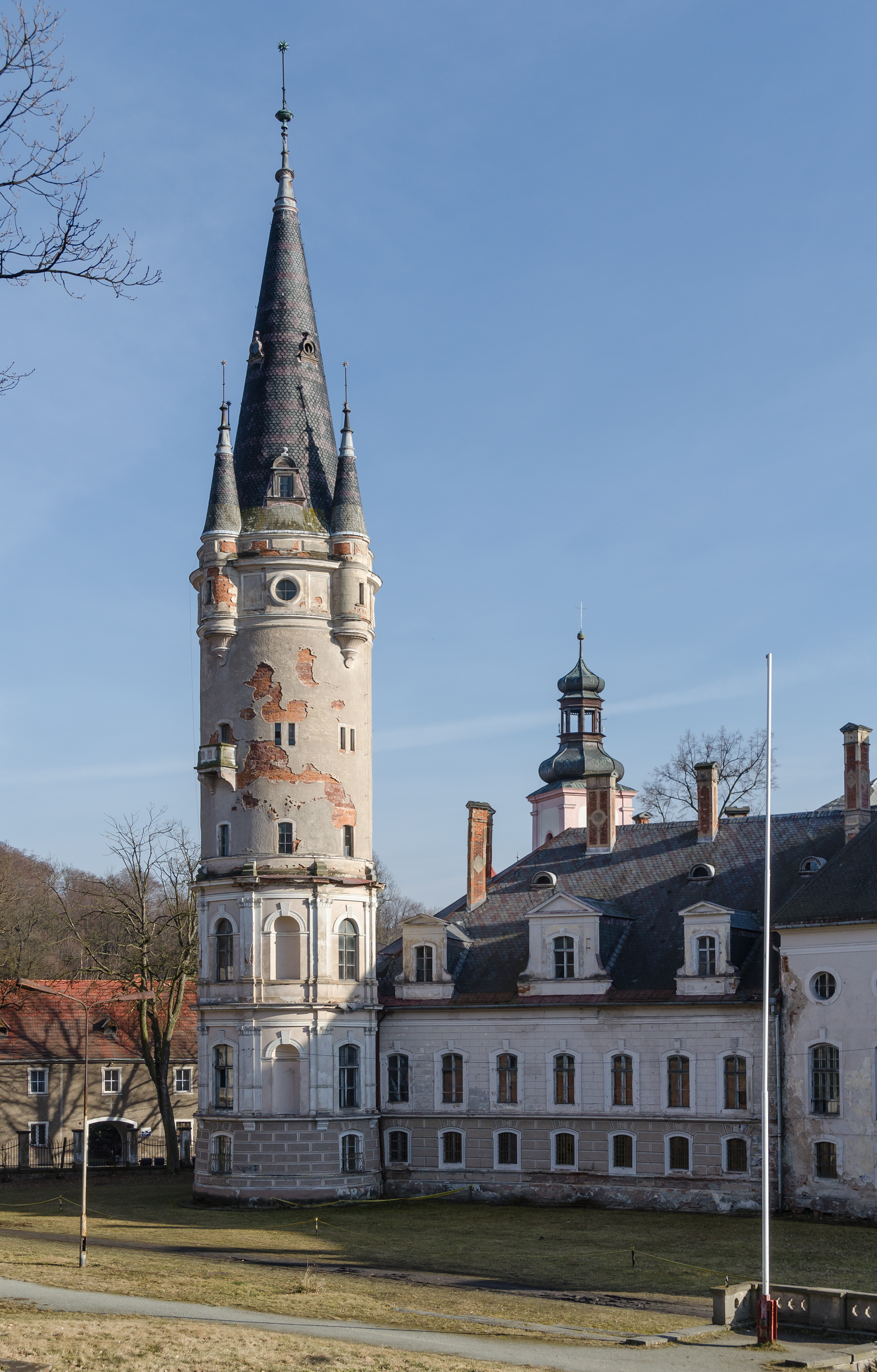
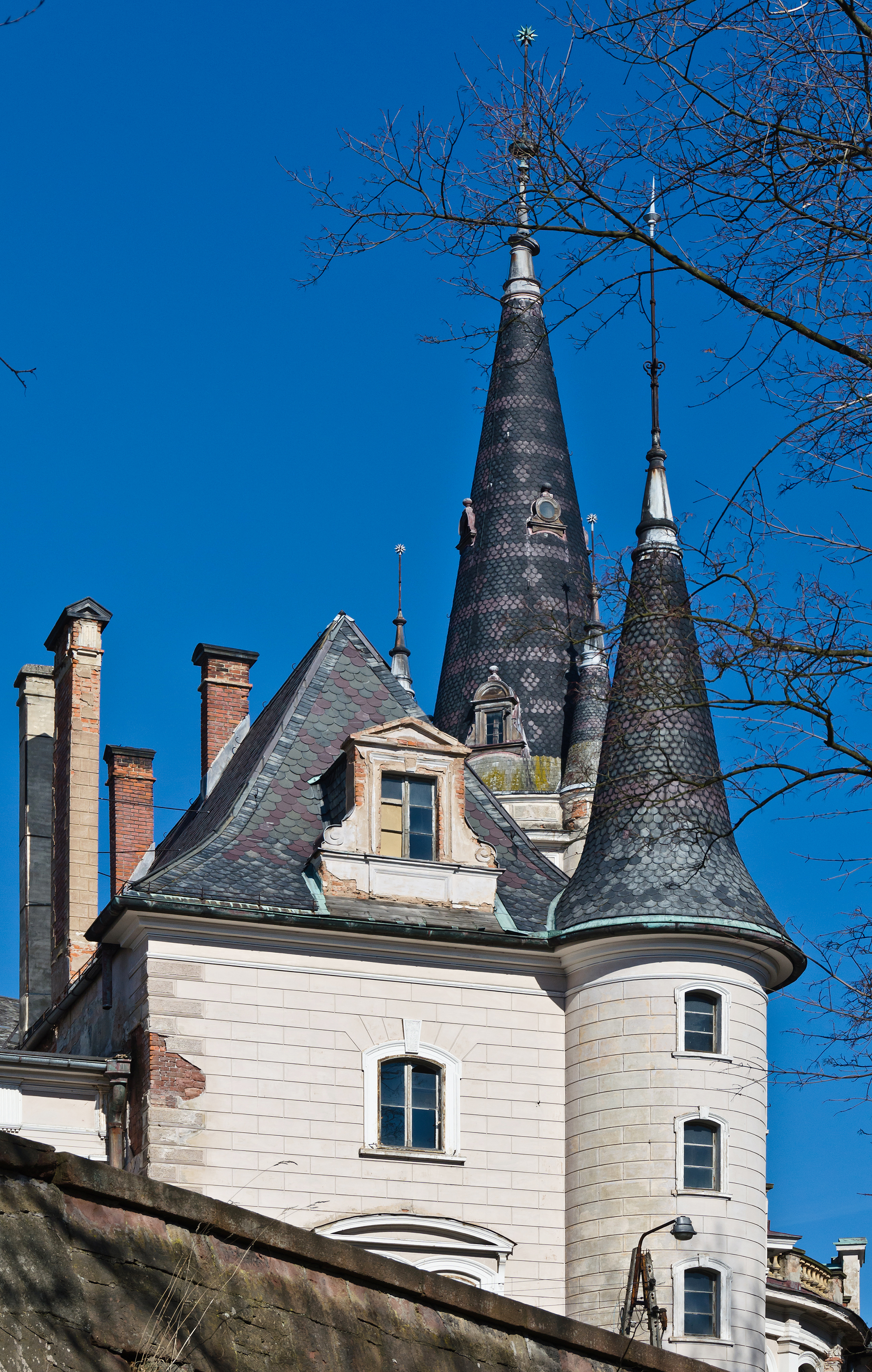
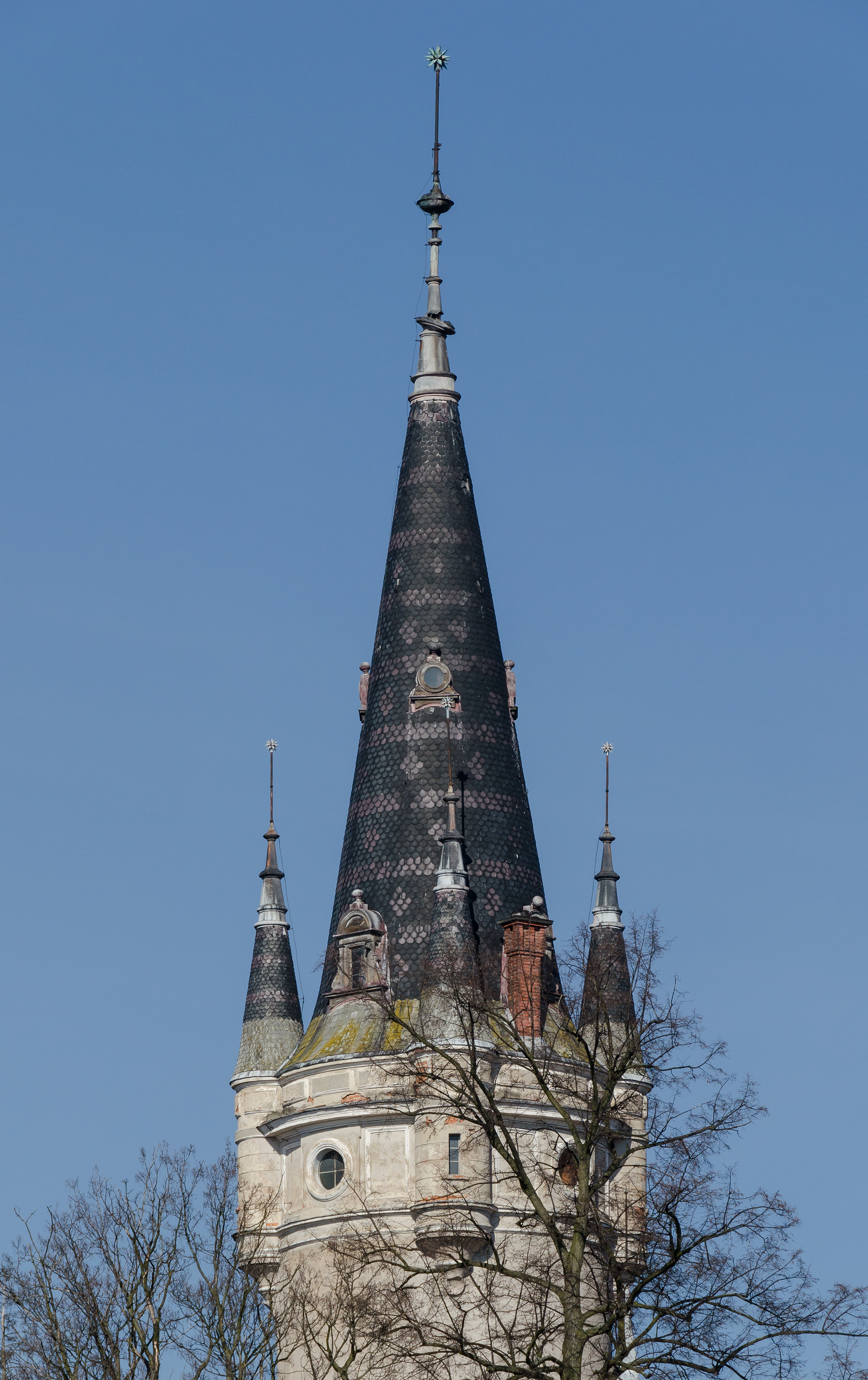
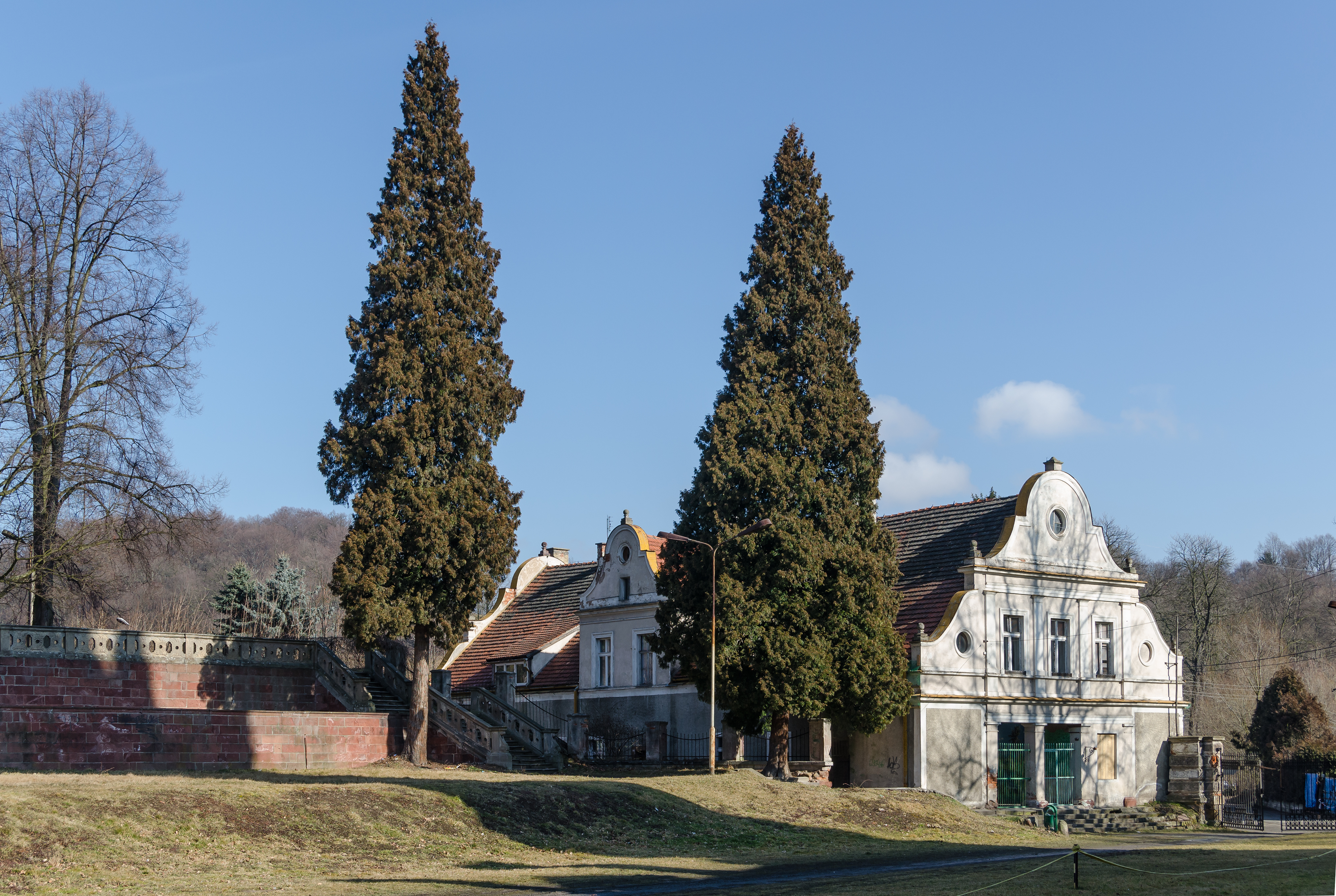
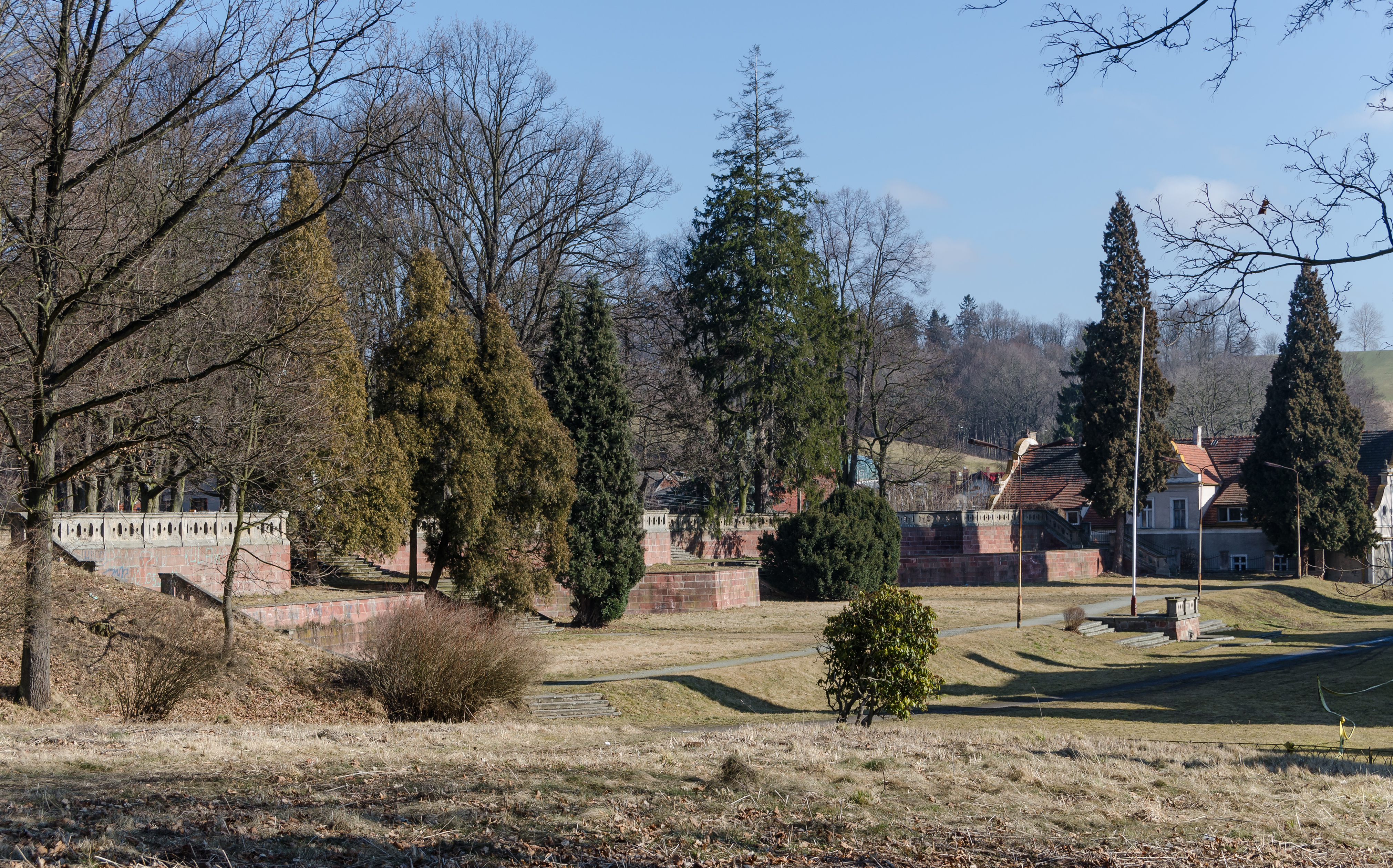
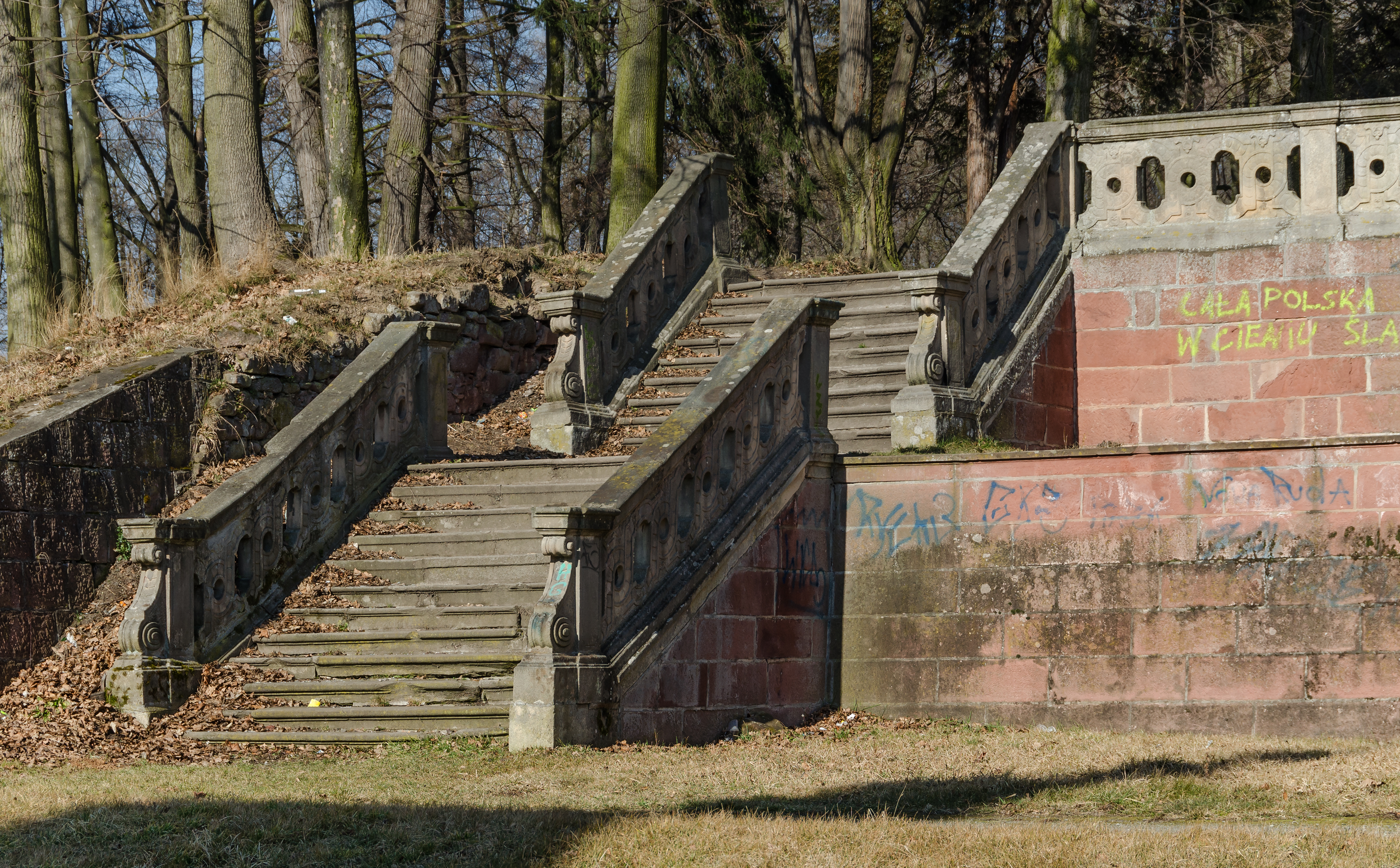
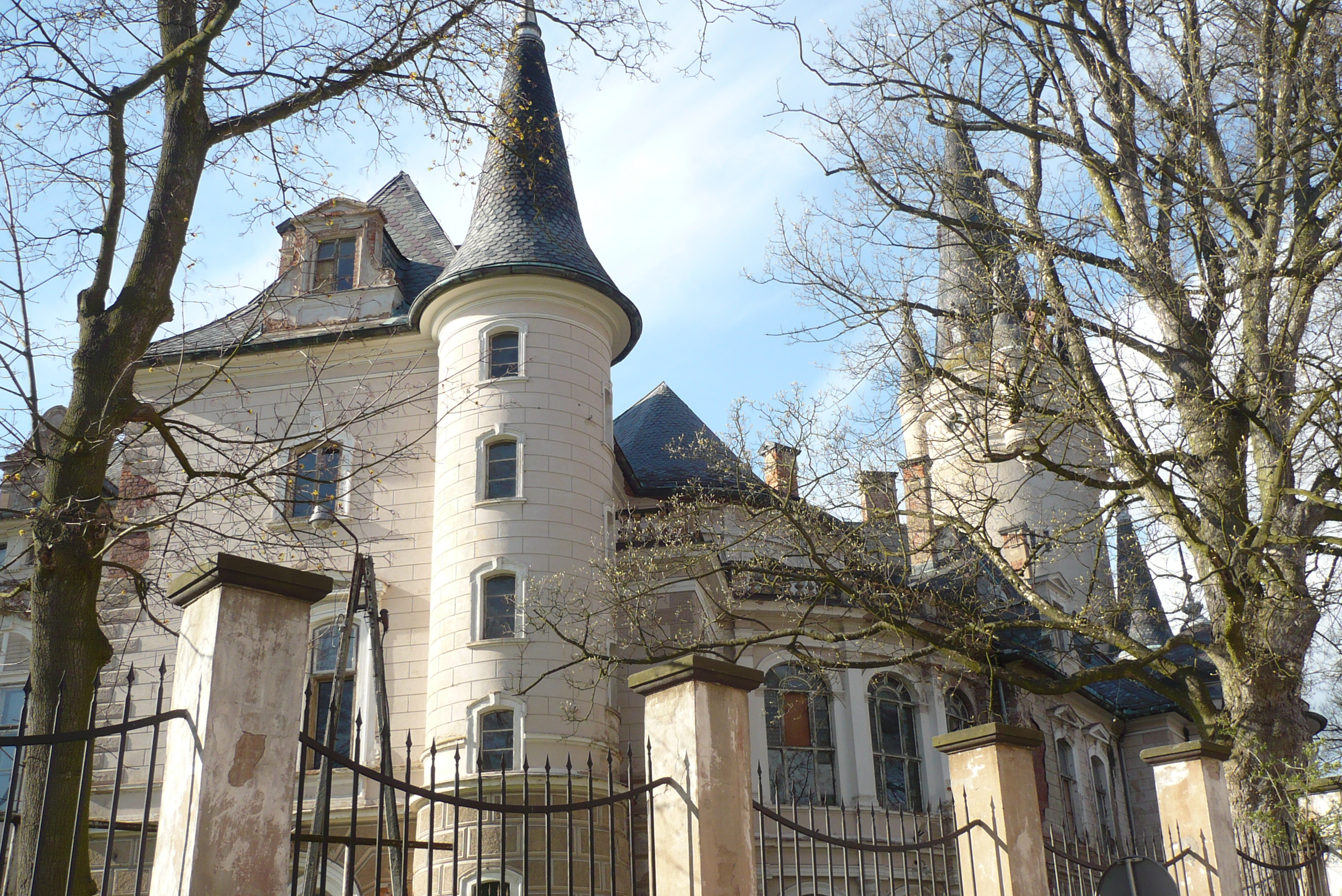
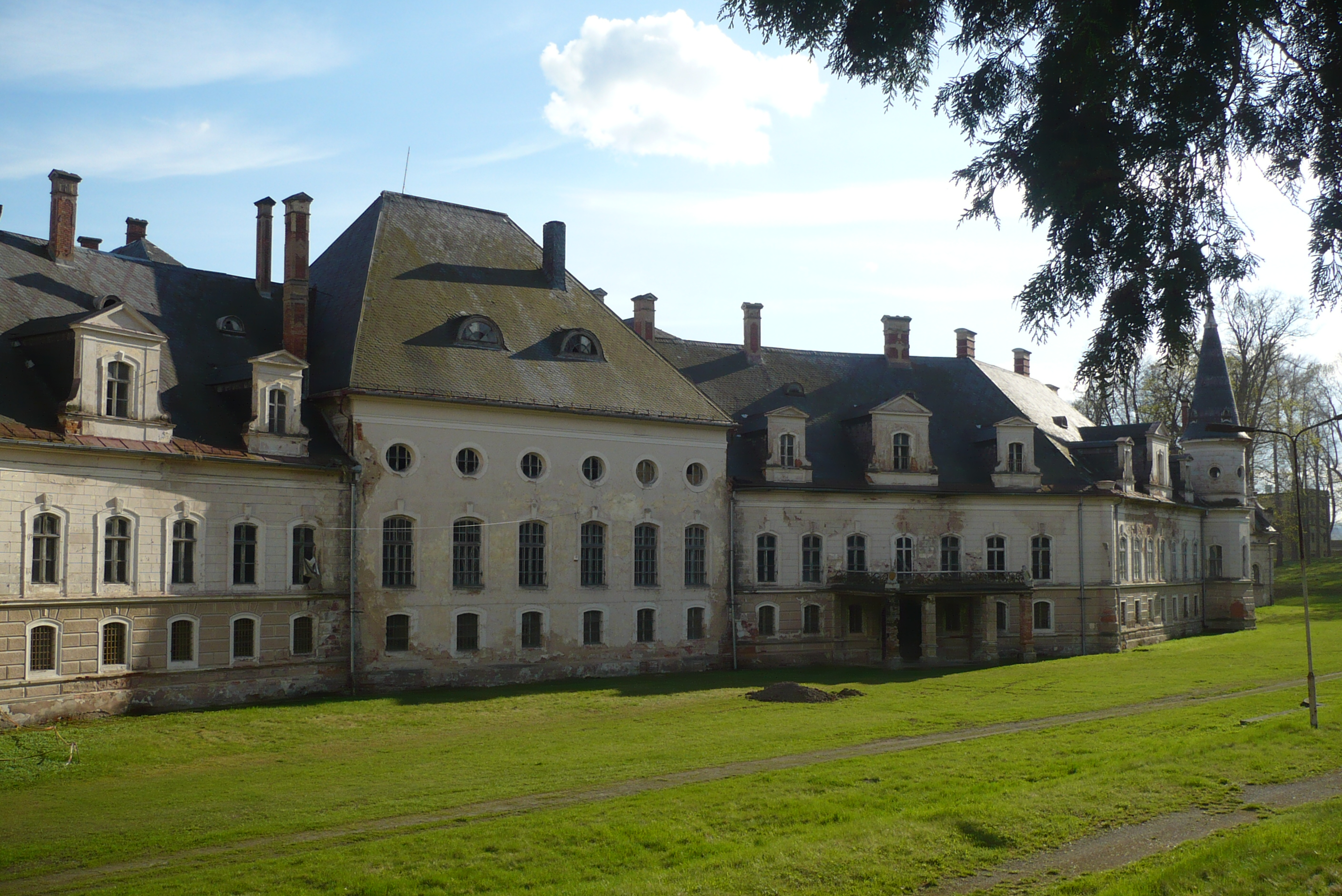
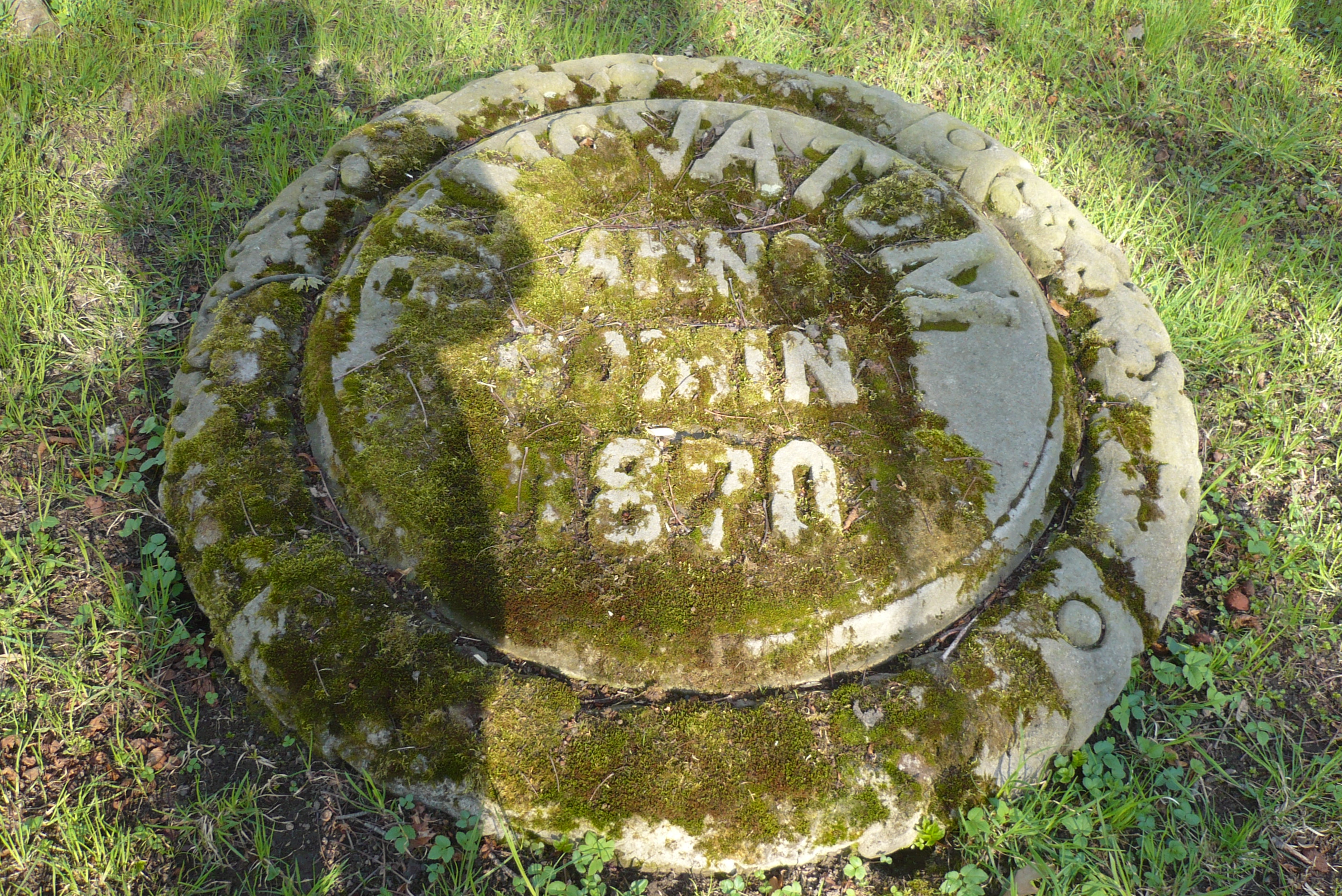
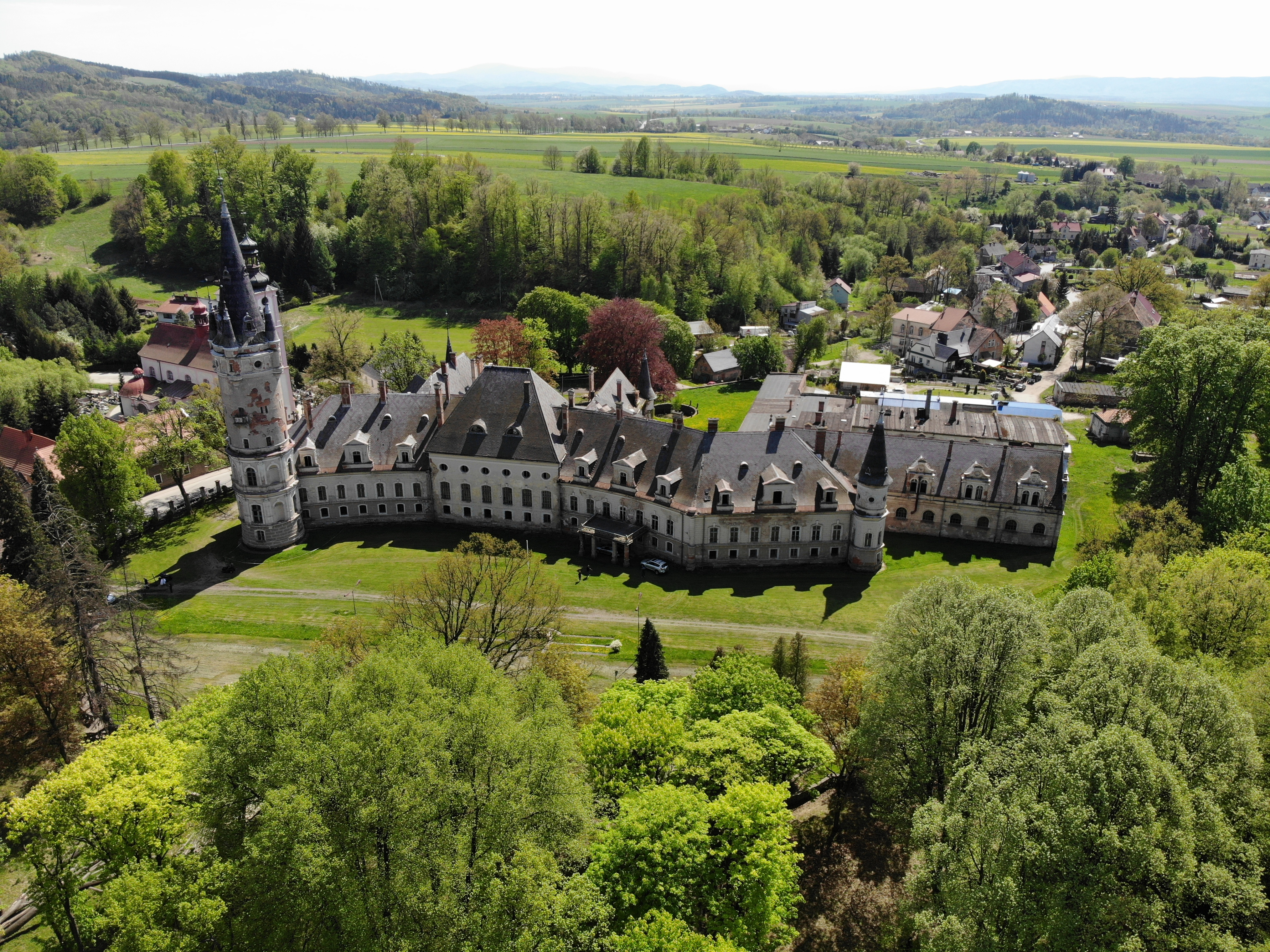
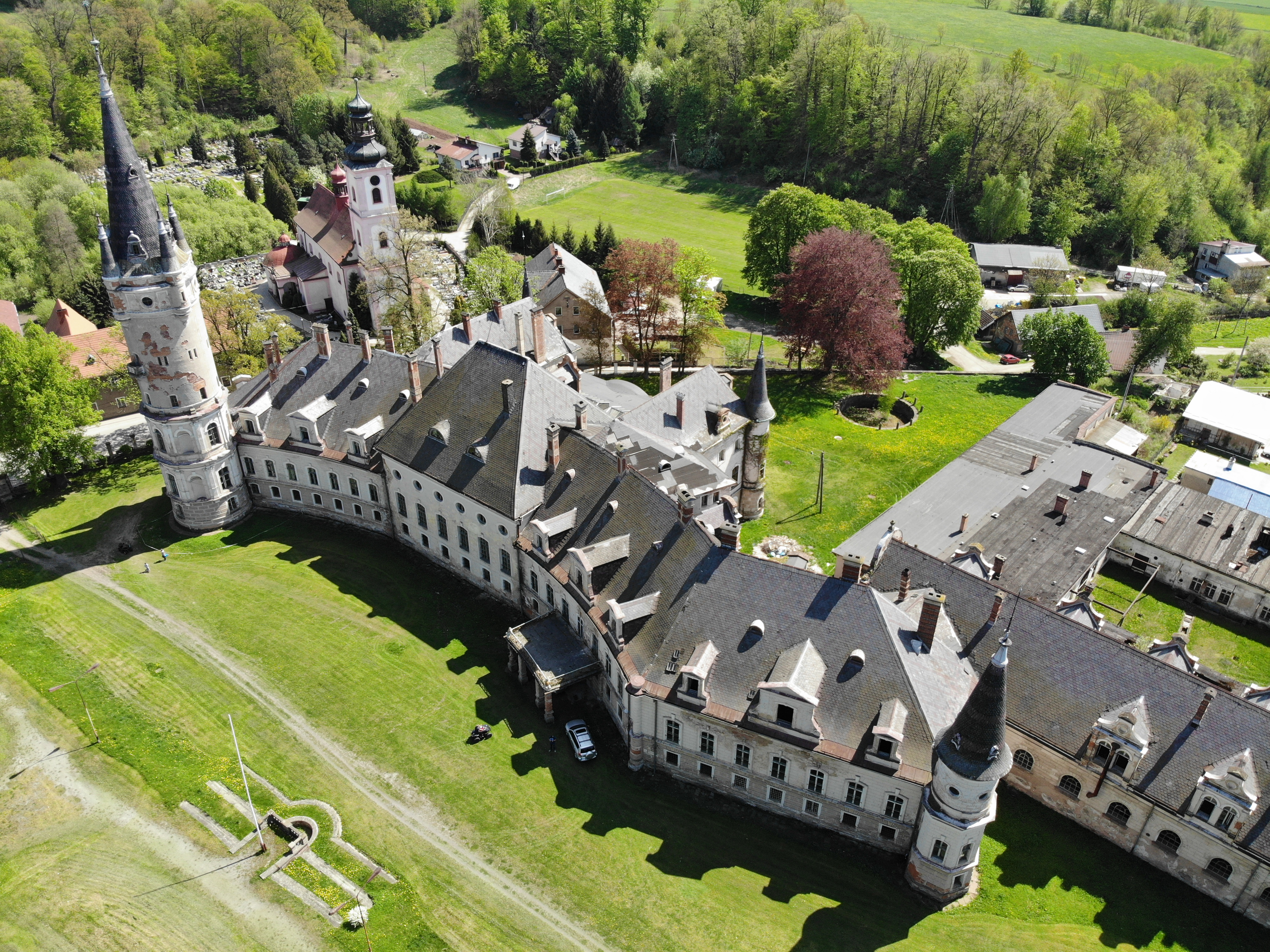
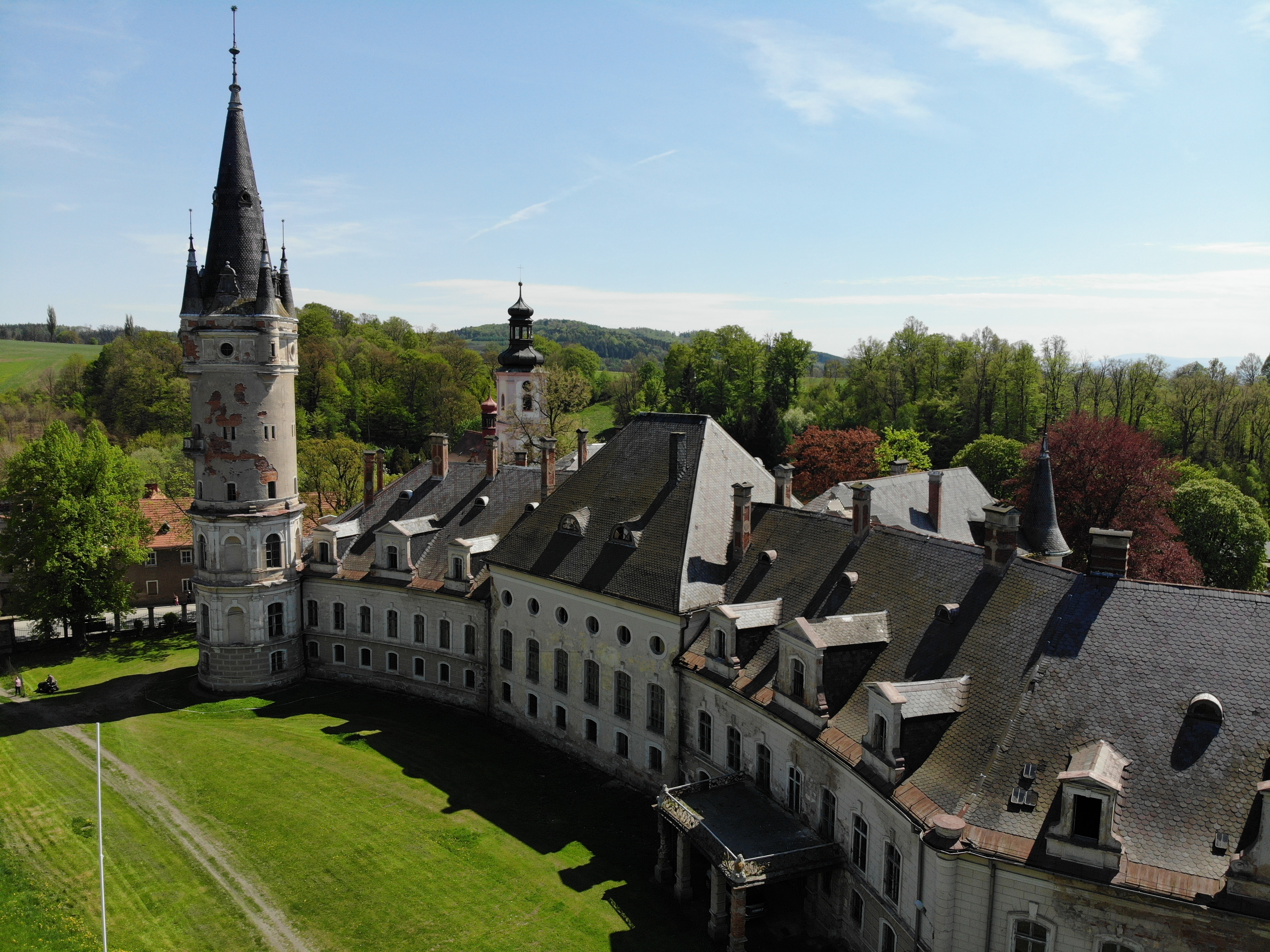
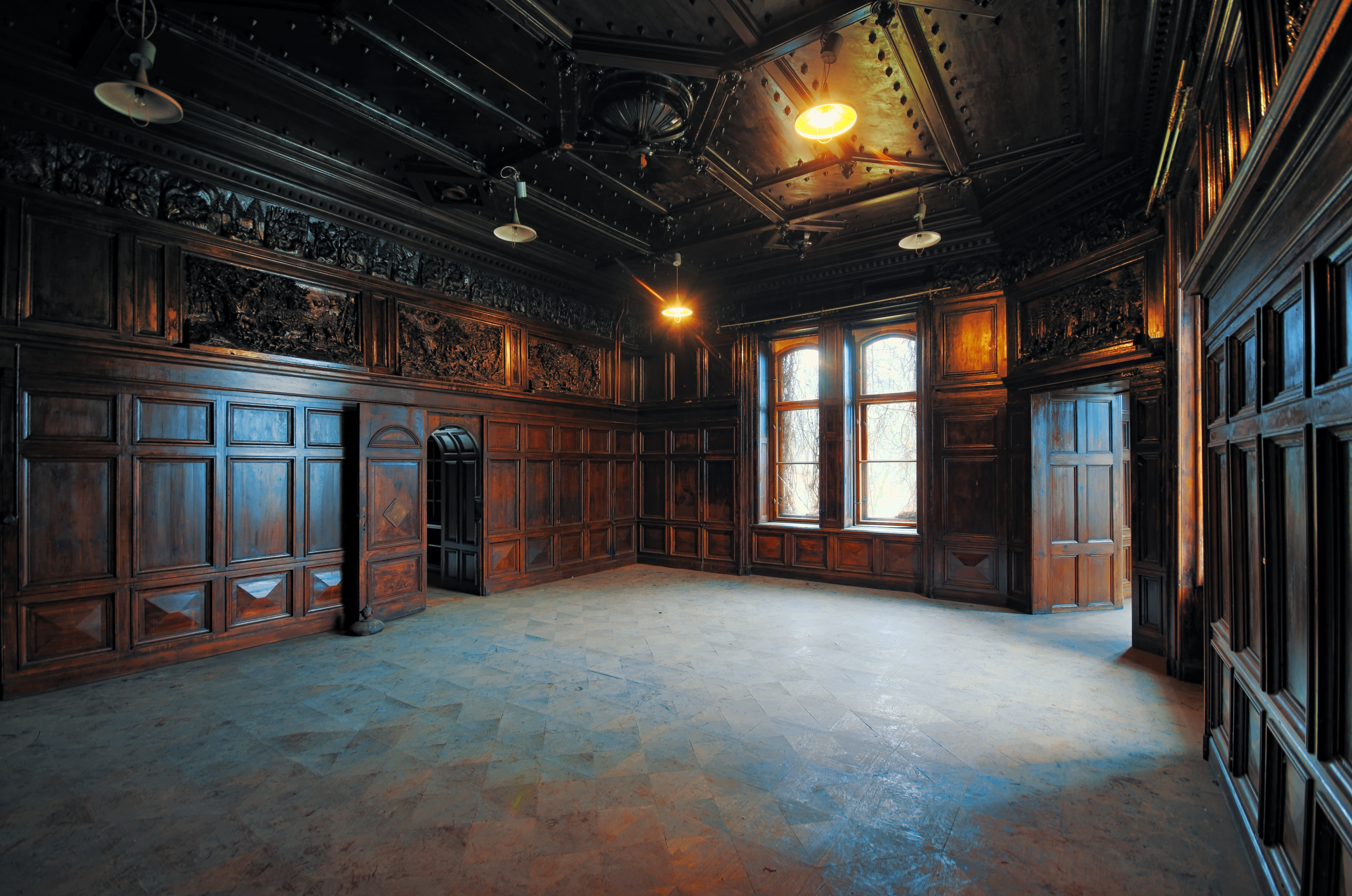
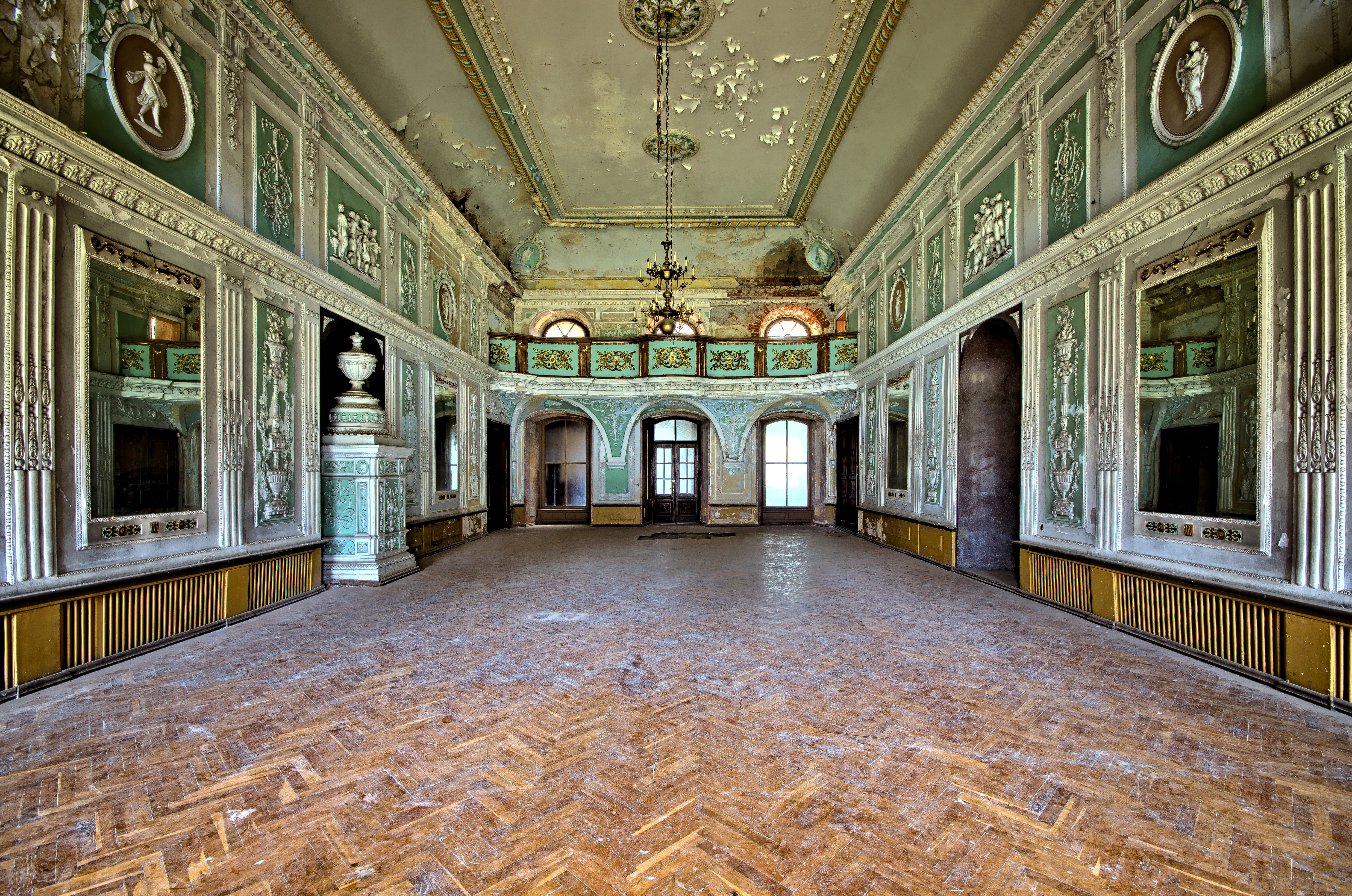
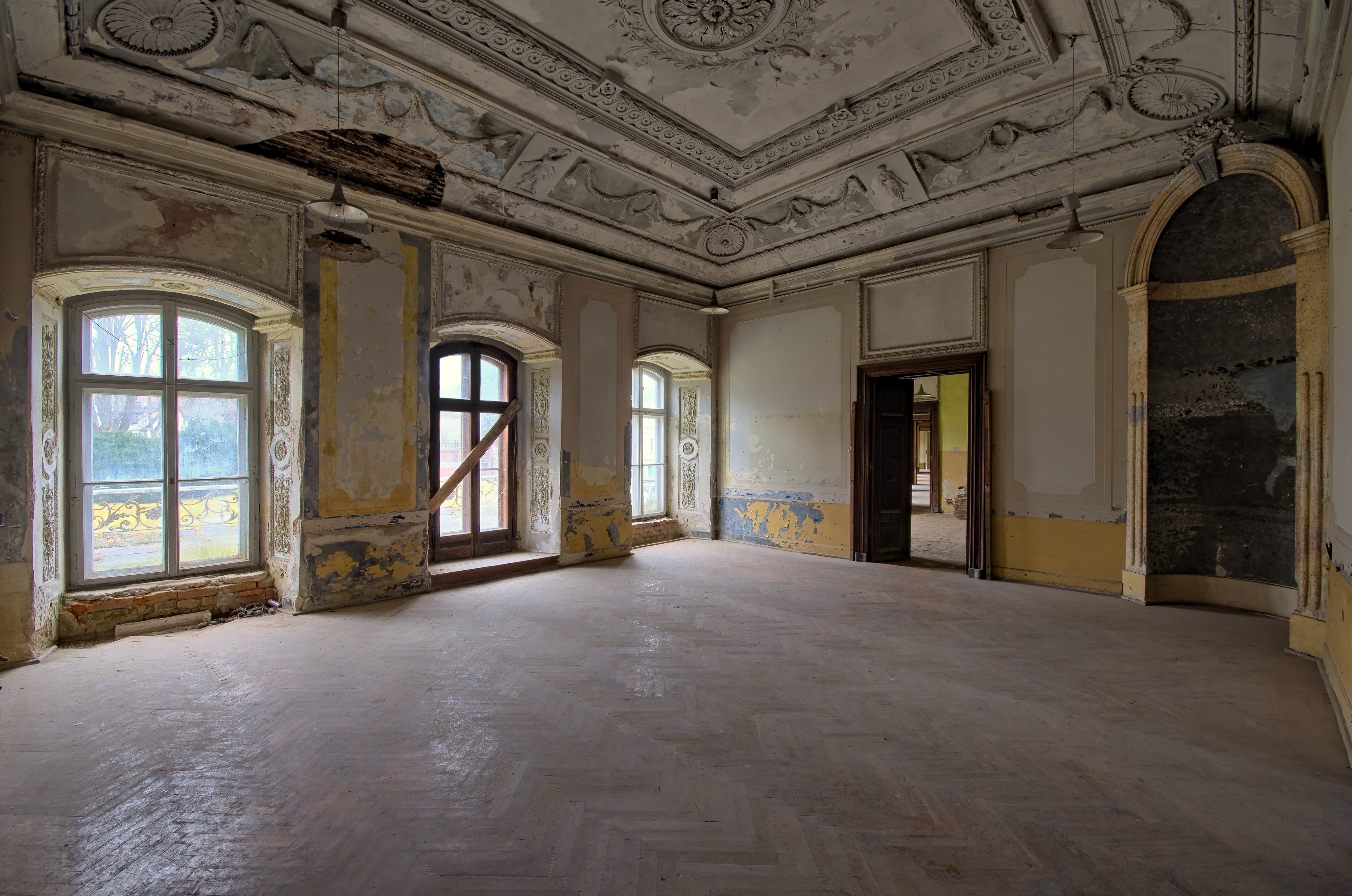